# Dendrie Taylor
Dendrie Allyn Taylor (* 23. November 1960) ist eine US-amerikanische Schauspielerin.

## Leben
Taylor begann ihre Schauspielkarriere noch unter dem vollen Namen Dendrie Allyn Taylor Mitte der 1980er Jahre. Ab ihrer ersten Spielfilmrolle im Filmdrama Blueberry Hill verwendete sie nur noch den kürzeren Namen Dendrie Taylor. Im selben Jahr hatte sie eine weitere kleine Rolle in Ivan Reitmans Hollywood-Blockbuster Twins – Zwillinge. Die meisten Filmauftritte in dieser Zeit gingen kaum über Statistenrollen hinaus. 1993 spielte sie die Ingenieurin Lieutenant Farrell in einer Folge der Fernsehserie Raumschiff Enterprise – Das nächste Jahrhundert, im darauf folgenden Jahr war sie in dieser Rolle auch im Spielfilm Star Trek: Treffen der Generationen kurz zu sehen.
1999 agierte Taylor in der wiederkehrenden Gastrolle der Sarah in der Seifenoper Reich und schön. Eine größere Filmrolle stellte sie 2004 im Horrorfilm Madhouse – Der Wahnsinn beginnt dar. Im Kriegsfilm Jarhead – Willkommen im Dreck war sie als Mutter des Hauptdarstellers zu sehen. Zudem hatte sie eine kleine Rolle im Blockbuster Krieg der Welten. Eine gewisse Bekanntheit beim US-amerikanischen Fernsehpublikum erlangte sie durch die wiederkehrende Rolle der Luann Delaney in der erfolgreichen Fernsehserie Sons of Anarchy. Zudem trat sie in fünf Folgen von True Blood als Beverleen sowie in sieben Folgen von American Vandal als Denise Kavanagh auf. Daneben stehen kontinuierliche Serien-Gastauftritte über einen Zeitraum von vier Dekaden.
Taylor ist mit dem Schauspieler Adam Lazarre-White verheiratet.

## Filmografie (Auswahl)

### Film
- 1988: Twins – Zwillinge (Twins)
- 1988: Blueberry Hill
- 1989: Shocker
- 1993: Dave
- 1994: Star Trek: Treffen der Generationen (Star Trek Generations)
- 1995: Species
- 2002: High Crimes – Im Netz der Lügen (High Crimes)
- 2004: Madhouse – Der Wahnsinn beginnt (Madhouse)
- 2005: Jarhead – Willkommen im Dreck (Jarhead)
- 2005: Krieg der Welten (War of the Worlds)
- 2006: Die Hollywood-Verschwörung (Hollywoodland)
- 2010: The Fighter
- 2013: Auge um Auge (Out of the Furnace)
- 2013: Saving Mr. Banks
- 2013: Beyond the Heavens
- 2013: Torn
- 2014: Stranded
- 2016: Havenhurst
- 2016: The Archer
- 2017: County Line
- 2018: 1/1
- 2019: Paddleton
- 2019: A Haunting at Silver Falls 2
- 2020: Chasing the Rain
- 2021: Antlers
- 2022: A Tale of Two Guns
- 2022: Peace in the Valley
- 2025: Redux Redux

### Fernsehen
- 1988: Die Schöne und das Biest (Beauty and the Beast)
- 1993: Raumschiff Enterprise – Das nächste Jahrhundert (Star Trek: The Next Generation)
- 1997: Diagnose: Mord (Diagnosis Murder)
- 1997: Palm Beach-Duo (Silk Stalkings)
- 1998: Pretender (The Pretender)
- 1999: Reich und schön (The Bold and the Beautiful)
- 2000: Frasier
- 2002: New York Cops – NYPD Blue (NYPD Blue)
- 2003: Crossing Jordan – Pathologin mit Profil (Crossing Jordan)
- 2003: Emergency Room – Die Notaufnahme (ER)
- 2003: Without a Trace – Spurlos verschwunden (Without a Trace)
- 2005: Für alle Fälle Amy (Judging Amy)
- 2007: Criminal Minds
- 2008: Navy CIS
- 2008–2009: Sons of Anarchy
- 2009: CSI: Miami
- 2009: Prison Break
- 2010: Ghost Whisperer – Stimmen aus dem Jenseits (Ghost Whisperer)
- 2011: Rizzoli & Isles
- 2011: True Blood
- 2014: Bones – Die Knochenjägerin (Bones)
- 2017: American Vandal
- 2018: Law & Order: Special Victims Unit
- 2018: Navy CIS: L.A. (NCIS: Los Angeles)
- 2022: FBI: International
- 2022: CSI: Vegas
- 2022: 9-1-1: Notruf L.A.
- 2023: Dave
- 2024: Ein neuer Sommer (The Perfect Couple)